# Sur Shakya Sengge
| Tibetische Bezeichnung                     |
| ------------------------------------------ |
| Tibetische Schrift: ཟུར་ཤཱཀྱ་སེངྒ།              |
| Wylie-Transliteration: zur sha kya seng ge |
| Andere Schreibweisen: Zur Shakya Senge     |
| Chinesische Bezeichnung                    |
| Vereinfacht: 卓普巴•释迦僧格               |
| Pinyin:Zhuopuba Shijia Sengge              |

Sur Shakya Sengge (tib. zur sha kya seng ge; geb. 1074; gest. 1134) bzw. Drophugpa (sgro phug pa) war ein bedeutender tibetischer Geistlicher der Nyingma-Schule des tibetischen Buddhismus. Er ist als einer der Drei Surs aus der Sur-Familie (zur) bekannt. Es heißt von ihm, er habe die Frucht der Nyingma-Doktrin zur Reifung gebracht (lo 'bras rgyas par mdzad).